# Pamela Rosa
Pamela Rosa (São José dos Campos, 19 de julio de 1999) es una patinadora brasileña de pies regulares, este tipo de patinadoras colocan su pie izquierdo frente a la patineta y usan el derecho para empujar.

## Skateboarding
A la edad de 20 años, Rosa ganó 6 medallas de los X Games, un torneo de deportes extremos, de esas seis, dos son de oro Rosa compitió en el Street League Skateboarding Tour 2019 - Londres, en el cual obtuvo el primer lugar
Se ha clasificado para representar a Brasil en los Juegos Olímpicos de Verano de 2020.
Actualmente participa en los Juegos Olímpicos de Tokio 2020.